# Василенко Роман Петрович
Рома́н Петро́вич Василе́нко — капітан Збройних сил України, учасник російсько-української війни, учасник боїв за Маріуполь та Азовсталь.

## Короткий життєпис
До війни проживав у Запорізькій області. Навчався в СШ № 6 м. Кам'янка-Дніпровська. Освіта вища (СВВАКУ).
Доброволець, призваний 20 березня 2014 року, з 1 червня 2014 року брав участь в АТО, ООС на сході України в складі 23-го батальйону, командир 1-ї роти, військове звання на той час капітан, псевдо «Хантер».
Після демобілізації продовжив службу за контрактом в складі 79 ОДШБр ДШВ ЗСУ — військове звання майор.
5 вересня 2014року 1 МПР батальйону «Хортиця» рушила з Маріуполя, маючи завданням вибити терористів із Новоазовська. По дорозі біля селища Сопіне вояки 1-го МПР у складі ротної тактичної групи, підсиленої трьома танками 17-ї ОТБр, потрапили в засідку. їх обстріляла артилерія противника. З огляду на обставини після евакуації пораненого командира тактичної групи та інших поранених і загиблих із поля бою та знищення передового загону російсько-терористичних військ, командир роти прийняв командування й вивів підрозділ з-під вогню, що здійснено у складних обставинах під 6-годинним безперервним артилерійським вогнем. У тому бою підрозділ Василенка втратив одного бійця, старшого солдата В'ячеслава Комара, який героїчно загинув, виконуючи свій обов'язок. У тому ж бою героїчно загинув старший солдат Володимир Попов.

## Нагороди
За особисту мужність і героїзм, виявлені у захисті державного суверенітету та територіальної цілісності України, вірність військовій присязі під час бойових дій та при виконанні службових обов'язків, відзначений — нагороджений
- Орден Богдана Хмельницького III ступеня. Указом Президента України № 622 від 03.11.2015
- недержавний орден «За вірність присязі» (14 грудня 2015)
- недержавний пам'ятний нагрудний знак «ЗА УКРАЇНУ, ЗА ЇЇ ВОЛЮ» (06.09.2015 р.)
- Відзнака Міністерства оборони України — нагрудний знак «Знак пошани» Наказ МОУ № 399 10.06.2015
- Відзнака Президента України «За участь в антитерористичній операції»
- Відзнака НГШ ЗСУ «Учасник АТО»